# Кітик Василь Іванович
Васи́ль Іван́ович Кі́тик (* 11 квітня 1923, Мисьцова Кросненського повіту — тоді Краківського воєводства — † 24 липня 1984, Львів), український геолог радянських часів, 1969 — доктор геолого-мінералогічних наук, 1977 — професор, 1982 — член-кореспондент АН УРСР.

## Короткий життєпис
Походить з селянської родини, закінчив у своєму селі початкову школу. Через бідність продовжити навчання не зміш, в 1937—1939 роках працював продавцем у магазині. 1940 року намагався переброатися на території, що перейшли в склад СРСР, за що був висланий на примусові роботи до Німеччини, 1942-го втік з табору. 1943 року закінчує навчання в учительській семінарії міста Криниця, до 1944 року працював учителем — місто Дукля (в інших джерелах Дубне), співпрацював із радянськими партизанами як перекладач. У кінці 1944-го арештований під час облави, опинився в таборі Терніц, звідки визволився березнем 1945-го, перебував там до приходу радянських військ.
1951 року закінчив нафтовий факультет Львівського політехнічного інституту. Протягом 1951—1953 років — старший, головний геолог Приазовської геологорозвідувальної контори тресту «Укрсхідгеологорозвідка». В 1954 році почав працю співробітником Інституту геології і геохімії у Львові, аспірант.
У 1956 році захищає кандидатську дисертацію — «Поклади нафти і газу Дніпровсько-Донецької западини». 1956—1963 — вчений секретар АН УРСР. З 1963 року працює заступником директора Інституту геології і геохімії горючих копалин АН УРСР, одночасно завідує відділом соляних структур нафтогазоносних областей — у 1969—1984, в лютому-листопаді 1982 — виконувач обов'язків директора інституту.
В 1967—1984 — голова Міжвідомчої комісії з питань вивчення солянокупольних регіонів СРСР.
Є автором праць з тектоніки — роль соляної тектоніки у формуванні та розміщенні нафтогазових родовищ, оцінки та прогнозування нафтогазоносності, інших тем.
Розробляв основи загальнотектонічної теорії соляного тектогенезу.
В його доробку близько 170 наукових статей, з них 8 монографій. Як педагог підготував 10 кандидатів наук.
Серед робіт:
- «Про умови залягання нафти й газу в солянокупольних підняттях Дніпровсько-Донецької западини», 1958,
- «До питання про умови формування покладів Дніпровсько-Донецької западини», 1959,
- «Умови газоносності Приазовської площі», 1959,
- «Геологія нафтових родовищ України», 1959, монографія — разом з Григорієм Доленком,
- «Умови утворення соляних структур», 1963,
- «Соляна тектоніка Дніпровсько-Донецької западини», 1970,
- «Дисгармонічні складки осадових товщ: дослід морфологічної типізації», 1979,
- «Будова та закономірності розміщення сірчаних родовищ СРСР», 1979,
- «Ртутоносність соляних куполів Дніпропетровсько-Донецької западини», 1981.